# Phaseolus esperanzae
Phaseolus esperanzae là một loài thực vật có hoa trong họ Đậu. Loài này được Seaton miêu tả khoa học đầu tiên năm 1893.